# Cerithiopsis balaustium
Cerithiopsis balaustium là một loài ốc biển, động vật chân bụng trong họ Cerithiopsidae. Nó được Figueira and Pimenta mô tả năm 2008.